# Ludwik Silberstein
Pour les articles homonymes, voir Silberstein.
Ludwik Silberstein (17 mai 1872 à Varsovie – 17 janvier 1948) est un physicien américain d'origine polonaise qui a vulgarisé la relativité restreinte et la relativité générale à l'intention des étudiants universitaires. Son manuel The Theory of Relativity a été publié par Macmillan & Co Ltd en 1914, puis augmenté dans une deuxième édition publiée en 1924, édition qui inclut une section sur la relativité générale.

## Biographie
En 1935, à la suite d'un débat controversé avec Albert Einstein, Silberstein a publié une solution  de l'équation de champ d'Einstein qui semble décrire une métrique statique asymétrique avec seulement deux points singuliers représentant deux masses. Une telle solution viole notre compréhension de la gravité : puisque rien ne les soutient et qu'aucune énergie cinétique ne les tient à distance, elles devraient s'attirer mutuellement par effet de gravité, ce qui est en opposition avec la nature statique de la solution de Silberstein. Cette contradiction a incité Silberstein à affirmer que la théorie d'Einstein est fautive, exigeant une révision. Einstein et Rosen ont publié une lettre à l'éditeur qui montre une faute grave dans le raisonnement de Silberstein. N'étant pas convaincu, Silberstein a amené le débat dans la presse populaire : The Evening Telegram de Toronto a publié un article intitulé Fatal blow to relativity issued here le 7 mars 1936. Cependant, Einstein avait raison : toutes les solutions aux métriques asymétriques de Weyl, dont fait partie la proposition de Silberstein, contiennent obligatoirement des structures singulières qui s'opposent à la gravité exercée sur les masses dans une configuration statique.

## Publications
- The Theory of Relativity, 1914
- The Theory of Relativity, second edition, 1924
- Vectorial Mechanics 1913, 1926
- Simplified Method of Tracing Rays Through Lenses, 1918
- Projective Vector Algebra, 1919
- Elements of the Electromagnetic Theory of Light, 1918
- Elements of Vector Algebra, 1919
- Theory of General Relativity and Gravitation, 1922
- The Size of the Universe, 1930
- Causality, 1933